# Bơi nghệ thuật tại Đại hội Thể thao châu Á 2018 – Đồng đội Nữ
Nội dung biểu diễn đồng đội nữ, bộ môn bơi nghệ thuật tại Đại hội Thể thao châu Á 2018 diễn ra vào ngày 29 tháng 8 năm 2018 tại Sân vận động thể thao dưới nước Gelora Bung Karno.

## Lịch thi đấu
Tất cả các giờ đều là Giờ miền Tây Indonesia (UTC+07:00)
| Ngày                        | Giờ   | Nội dung          |
| --------------------------- | ----- | ----------------- |
| Thứ Tư, 29 tháng 8 năm 2018 | 10:00 | Technical routine |
| Thứ Tư, 29 tháng 8 năm 2018 | 14:00 | Free routine      |

## Kết quả
Chú thích
- FR — Dự bị trong nội dung free
- RR — Dự bị trong nội dung technical và free
- TR — Dự bị trong nội dung technical

| Thứ hạng | Đội tuyển | Technical | Free    | Tổng cộng |
| -------- | --- | --------- | ------- | --------- |
| 1        | Trung Quốc (CHN) · Chang Hao · Feng Yu · Guo Li · Liang Xinping · Wang Liuyi · Wang Qianyi · Xiao Yanning · Yin Chengxin | 92.5062   | 94.4333 | 186.9395  |
| 2        | Nhật Bản (JPN) · Juka Fukumura · Yukiko Inui · Moeka Kijima (FR) · Okina Kyogoku (TR) · Kei Marumo · Kano Omata · Mayu Tsukamoto · Mashiro Yasunaga · Megumu Yoshida                                                                                          | 90.9357   | 91.9333 | 182.8690  |
| 3        | CHDCND Triều Tiên (PRK) · Cha Ye-gyong (RR) · Jang Hyon-ok · Jong Na-ri · Ko Su-rim · Min Hae-yon · Mun Hye-song · Ri Il-sim · Ri Sol · Yun Yu-jong | 84.5142   | 86.3333 | 170.8475  |
| 4        | Kazakhstan (KAZ) · Yana Degtyareva · Yelena Krylova · Alina Matkova · Alexandra Nemich (FR) · Yekaterina Nemich (TR) · Jennifer Russanova · Yekaterina Simonova · Kristina Tynybayeva · Olga Yezdakova                                                        | 80.5444   | 82.5000 | 163.0444  |
| 5        | Uzbekistan (UZB) · Anna Eltisheva · Khurshida Khakimova · Anastasiya Morozova · Diana Onkes · Anastasiya Ruzmetova · Nigora Shomakhsudova (TR) · Nafisa Shomirzaeva (FR) · Khonzodakhon Toshkhujaeva · Mokhirakhon Tulkinova (TR) · Nozimakhon Tulkinova (FR) | 76.4403   | 78.0333 | 154.4736  |
| 6        | Hàn Quốc (KOR) · Baek Seo-yeon · Choi Jung-yeon · Jung Young-hee · Kim Jun-hee (RR) · Kim So-jin · Koo Ye-mo · Lee Jae-hyun (RR) · Lee Ri-young · Lee You-jin · Uhm Ji-wan                                                                                    | 75.7956   | 77.4667 | 153.2623  |
| 7        | Singapore (SGP) · Hannah Chiang · Lee Yi Jie · Ariel Sng · Debbie Soh · Posh Soh · Vivien Tai · Teo Mou Wen · Rachel Thean | 73.0044   | 74.8667 | 147.8711  |
| 8        | Ma Cao (MAC) · Au Ieong Sin Ieng · Chan Chi Ian (RR) · Chau Cheng Han · Kou Chin · Lei Cheok Ian · Lei Cheuk Sze · Leong Mei Hun · Li Ni (TR) · Lo Wai Lam · Zheng Zexuan (FR)                                                                                | 69.5442   | 72.7333 | 142.2775  |
| 9        | Hồng Kông (HKG) · Chan Hoi Lam · Cheung Ka Wing · Chew Ching Lam · Haruka Kawazoe · Kwok Kam Wing · Pang Tsz Ching · Christie Poon · Tze Yan Hei | 66.9680   | 70.5000 | 137.4680  |
| 10       | Indonesia (INA) · Andriani Shintya Ardhana · Nabila Putri Giswatama · Sherly Haryono · Maharani Sekar Langit · Petra Septaria Puspa Melati · Iin Rahmadhania · Naima Syeeda Sharita · Nurfa Nurul Utami                                                       | 64.5059   | 67.7667 | 132.2726  |